# ديك ميلس
ديك ميلس (بالإنجليزية: Dick Mills)‏ هو ملحن بريطاني، ولد في 1936.

## وصلات خارجية
- ديك ميلس على موقع IMDb (الإنجليزية)
- ديك ميلس على موقع ميوزك برينز (الإنجليزية)
- ديك ميلس على موقع ديسكوغز (الإنجليزية)
- ديك ميلس على موقع ديسكوغز (الإنجليزية)
- ديك ميلس على موقع قاعدة بيانات الفيلم (الإنجليزية)